# Karl Bender von Bienenthal
Karl Bender von Bienenthal (* 23. August 1792 in Frankfurt am Main; † 12. Juni 1853 in München) war ein bayerischer Generalmajor.

## Leben
Christian Karl Bender von Bienenthal entstammte dem zum Frankfurter Patriziat gehörenden Adelsgeschlecht der Bender von Bienenthal, das schon im 17. Jahrhundert mit Christoph Bender von Bienenthal und Jacob Bender von Bienenthal Frankfurter Schöffen, Ratsherren und Bürgermeister gestellt hatte und seit 1669 der altadeligen Gesellschaft Zum Frauenstein angehörte. Er wurde am 23. August 1792 zu Frankfurt am Main als Sohn eines Offiziers geboren. Sein Vater war wohl der 1791 als Rittmeister in hessen-kasselschen Diensten stehende Friedrich Wilhelm Bender von Bienenthal (1758–1808).
Aus dem Münchner Kadettenkorps am 17. März 1809 als Junker im 7. Infanterie-Regiment in die Bayerische Armee eingetreten, wurde Bienenthal am 16. Juni 1809 zum Unterleutnant befördert und machte die Feldzüge 1809 gegen Österreich und in Tirol und 1812 gegen Russland mit. Am 11. Oktober 1812 wurde er in seinem Regiment Oberleutnant und nahm an den Feldzügen 1813/14 gegen Frankreich teil, wo er sich als Führer einer Grenadierkompanie wiederholt durch Tapferkeit und Umsicht auszeichnete, namentlich am 1. Februar 1814 bei Einnahme des Dorfes Chaumenil im Rahmen der Schlacht bei Brienne, am 24. Februar 1814 bei Montiéramey, wo er mit seiner Kompanie den Hauptmann Ignaz von Hacke unterstützte (der dafür den Militär-Max-Joseph-Orden erhielt) und am 20. März in der Schlacht bei Arcis-sur-Aube.
Am 22. Februar 1815 kam Bienenthal als Oberleutnant in das 7. Chevaulegers-Regiment und machte den Feldzug 1815 gegen Frankreich mit. Am 30. April 1818 wurde er Rittmeister, am 1. Juni 1825 zum Regiment Garde du Corps versetzt und im 1. Kürassier-Regiment am 28. Oktober 1835 zum Major befördert. Am 29. August 1837 wurde er zum 2. Kürassier-Regiment versetzt. In diesem wurde er am 15. Dezember 1843 Oberstleutnant und am 31. März 1848 Oberst und Kommandant des 1. Chevaulegers-Regiments, am 4. März 1850 Generalmajor und Brigadier der 4. Infanterie-Division. Als solcher befehligte er die 2. Infanterie-Brigade, dann eine nach Hessen entsandte Kavallerie-Brigade des in der Pfalz stehenden mobilen II. Armee-Korps. Mit Auflösung dieses Armee-Korps-Kommandos am 23. Juni 1850 erhielt er das Kommando über das neu aufgestellte bayerische „Truppenkorps in der Pfalz“. Am 1. Januar 1851 wurde Bienenthal als Brigadier der Kavallerie zum 1. Armee-Korps-Kommando versetzt.
Bienenthal starb am 12. Juni 1853 in München. Da er nur Töchter hatte, erlosch mit seinem Tod das Adelsgeschlecht im Mannesstamm. Sein Grab befindet sich auf dem Alten Südfriedhof in München. Er war Ritter des Verdienstordens der Bayerischen Krone und Mitglied der Frankfurter altadeligen Gesellschaft des Hauses Zum Frauenstein; außerdem hatte er das Veteranen- und Militärdenkzeichen für 1813/1815.